# Insel Hiddensee
Insel Hiddensee (innan 1993 Hiddensee) är en kommun på öarna Hiddensee och Fährinsel i Landkreis Vorpommern-Rügen i förbundslandet Mecklenburg-Vorpommern i Tyskland.
Kommunen ingår i kommunalförbundet Amt West-Rügen tillsammans med kommunerna Altefähr, Dreschvitz, Gingst, Kluis, Neuenkirchen, Rambin, Samtens, Schaprode, Trent och Ummanz.